# Švenčionys
Švenčionys (Pools: Święciany) is een stad in het oosten van Litouwen en ligt 84 kilometer ten noorden van Vilnius. Het huidige inwoneraantal is 6000.
De gelijknamige gemeente Švenčionys is rijk aan meren en sterk bebost.